# 1974-es magyar ralibajnokság
Az 1974-es magyar ralibajnokság a széria első hivatalos szezonja volt.
A bajnoki címet Balatoni Mihály szerezte meg, mindössze egyetlen ponttal megelőzve a korábbi években is sikeres Ferjáncz Attilát.

## Versenynaptár
Az 1974-es szezonban 4 futam szerepelt a magyar ralibajnokság naptárában, melyek közül az Áfor Rali elmaradt.
| Forduló   | Rajt          | Cél           | Rali            | Helyszín                                                   | Felszín | Szakaszok | Táv     |
| --------- | ------------- | ------------- | --------------- | ---------------------------------------------------------- | ------- | --------- | ------- |
| 1         | április 27.   | április 28.   | 8. Mecsek Rali  | Pécs, Baranya vármegye, Magyarország                       | Vegyes  | 6         | 435 km  |
| Törölve   | május 24.     | május 25.     | 2. Áfor Rali    | ?                                                          | Vegyes  | ?         | ? km    |
| 2         | augusztus 30. | augusztus 31. | 13. Taurus Rali | Nyíregyháza, Szabolcs-Szatmár-Bereg vármegye, Magyarország | Vegyes  | 20        | 1378 km |
| 3         | november 18.  | november 18.  | 6. Volán Rali   | Győr, Győr-Moson-Sopron vármegye, Magyarország             | Vegyes  | ?         | 684 km  |
| Források: |               |               |                 |                                                            |         |           |         |

## Pontrendszer
| Helyezés | 1  | 2  | 3  | 4  | 5 | 6 | 7 | 8 | 9 | 10 |
| Pontok   | 20 | 15 | 12 | 10 | 8 | 6 | 4 | 3 | 2 | 1  |

## 8. Mecsek Rali

### Szakaszok
| Dátum       | No. | Szakasz neve            |
| ----------- | --- | ----------------------- |
| április 28. | SS1 | Lámpásvölgy - Árpádtető |
| április 28. | SS2 | Árpádtető - kemping     |
| április 28. | SS3 | Abaliget - Pécs         |
| április 28. | SS4 | Vasas - Kövestető       |
| április 28. | SS5 | Lámpásvölgy - kemping   |
| április 28. | SS6 | Pécs - Abaliget         |

### Végeredmény - Rali I.
A következő csapatok, versenyzők és navigátorok indultak az 1974-es 8. Mecsek Ralin.
| Hely | No. | Versenyző       | Navigátor         | Csapat            | Autó               | Idő   | Kategória | Pontok |
| ---- | --- | --------------- | ----------------- | ----------------- | ------------------ | ----- | --------- | ------ |
| 1    | 3   | Ferjáncz Attila | Zsembery Jenő     | Volán SC Budapest | Renault 12 Gordini | 37:35 | A2/1600   | 20     |
| 2    | 19  | Kovács László   | Keresztesi József | Volán SC Budapest | Fiat 128           | +4:11 | A2/1150   | 15     |
| 3    | ?   | Gaál Pál        | Iriczfalvi Ferenc | Volán SC Budapest | Renault 12 Gordini | +4:51 | A2/1600   | 12     |
| 4    | 18  | Nagy András     | Ács Károly        | Volán SC Budapest | Fiat 128           | +7:21 | A2/1150   | 10     |
| 5    | 38  | Antalffy György | Tandari János     | Volán SC Budapest | Lada VAZ 2101      | +7:25 | A1/1300   | 8      |
|      |     |                 |                   |                   |                    |       |           |        |

A következő csapatok, versenyzők és navigátorok indultak az 1974-es magyar ralibajnokság versenyein, de a pontjaik nem számítanak bele a bajnokságba.
|  | 62 | Szebényi László |  |  |  |  |
|  | 62 | Szebényi László |  |  |  |  |
|  |    |                 |  |  |  |  |
|  |    |                 |  |  |  |  |
|  |    |                 |  |  |  |  |
|  |    |                 |  |  |  |  |